# Carlo La Vecchia
Carlo La Vecchia, né le 27 février 1955, est un épidémiologiste italien. Ses travaux de recherche portent sur les maladies chroniques et permettent de mieux comprendre les effets de l’alimentation, du tabac, de la prise de contraceptif oral et de l’exposition environnementale aux substances toxiques sur le développement du cancer et d’autres maladies chroniques.

## Biographie
La Vecchia naît à Milan, Italie, et étudie la médecine à l’université de Milan. Il obtient son doctorat en médecine avec distinction en 1979, après avoir rejoint le Mario Negri Institute for Pharmacological Research à Milan.
De 1981 à 1983 il travaille comme chercheur titulaire au sein du département de médecine communautaire et de pratique médicale à l’université d’Oxford, où il obtient un M.Sc. en médecine clinique (épidémiologie).
De retour à Milan, il obtient un titre supplémentaire décerné par la Post-Graduate School de l’Institut Mario Negri, où il prend les fonctions de chef du laboratoire d’épidémiologie en 1989. Entretemps, il commence à travailler pour l’université de Milan et est nommé professeur agrégé d’épidémiologie à l’Institute of Medical Statistics and Biometrics en 1989. Ensuite il est chargé de cours détaché au sein du département d’épidémiologie de l’Harvard School of Public Health, Boston (1994-1995), puis professeur agrégé associé d’épidémiologie (de 1996 à 2001). En 2002 il devient professeur associé de médecine à l’École de médecine de l’université Vanderbilt, à Nashville. L’Eastman Dental Institute de l’University College de Londres lui décerne le titre de maître de conférence honorifique en médecine orale (de 1996 à 2001).
En 2007, Carlo La Vecchia est promu chef du département d’épidémiologie de l’Institut Mario Negri. La même année, il devient senior fellow au Centre international de recherche sur le cancer à Lyon, France (2007-2009). Depuis 2008 il occupe également le poste de professeur associé d’épidémiologie à l’université de Lausanne, Suisse. En 2009 il devient cofondateur de l’International Prevention Research Institute, société de conseil et de recherche située à Lyon, France.
Carlo La Vecchia est également journaliste agréé à Milan (Registre professionnel no 52412). Il est marié à Eva Negri.

## Contributions
Carlo La Vecchia axe la majorité de ses travaux de recherche sur l’épidémiologie du cancer (études cas-témoins sur les cancers du sein, de l’appareil génital féminin, du système digestif, de l’appareil urinaire, tumeurs lymphoréticulaires, etc.). Il réalise également des études épidémiologiques sur les risques liés à l’alimentation, le tabac, la prise d’un contraceptif oral et l’exposition environnementale aux substances toxiques. Il coordonne des essais cliniques et analyse les tendances temporelles et la distribution géographique de la mortalité due au cancer, aux maladies cardiovasculaires, aux affections périnatales et autres affections spécifiques.
Son intérêt pour la collaboration internationale explique sa participation à plusieurs consortiums de recherche internationaux, tels qu’INHANCE – consortium sur le cancer de la tête et du cou (depuis 2004).
La Vecchia est membre de nombreux comités consultatifs et/ou de recherche, à la fois à l’échelle nationale et internationale : membre de l’UICC - American Cancer Society Fellowship Committee (1991-95); membre du Comité directeur du Réseau de Coopération internationale des études cas-témoins du Programme SEARCH du Centre International de Recherche sur le Cancer, CIRC/OMS (1989-1991); membre du Comité exécutif de l’European Society for Human Reproduction (ESHRE) (1991-95); membre du Comité directeur du Collaborative Group on Hormonal Factors and Breast Cancer, et Chef du Comité directeur du Collaborative Group of Hormonal Factors and Cervical Cancers à Oxford et au CIRC. Il fut membre du Comité d’éthique du Centro di Riferimento Oncologico, Aviano PN, Italy (1998-2000); membre du Comité scientifique de l’Air Quality Project, Fondazione Lombardia Ambiente, Lombardie (1998-2000) et membre du CPMP Ad hoc Expert Group on Oral Contraceptives and Cardiovascular Risks, EMEA, Londres, 1998-2001. Carlo est membre fondateur de l’International Academy of Oral Oncology. Il a participé à et présidé plusieurs Groupes de travail lors du programme des Monographies du CIRC (Volume 51 Coffee, Tea, Mate, Methylxanthines and Methylglyoxal, 1990; volume 72 Evaluation of Carcinogenic Risks to Human - Hormonal Contraception and Post-menopausal Hormonal Therapy, 1998 ; Volume 91 Evaluation of Carcinogenic Risks to Human - Combined Estrogen-Progestogen Contraceptives and Combined estrogen-progestogen menopausal therapy, 2005 ; volume 95 Alcohol, 2007). Il est également membre du Comité d’évaluation scientifique du Programme sur la reproduction humaine par le PNUD/OMS/Banque mondiale (depuis 2000) et membre du Comité scientifique de la Foundation for the Advancement of the Mediterranean Diet à Barcelone, Espagne (depuis 2002).
Carlo La Vecchia fut éditeur de plusieurs journaux scientifiques de son domaine, tels que l’European Journal of Public Health (1993-2003) ou le Journal of Epidemiology and Biostatistics (1996-2002). Il est actuellement éditeur associé des revues European Journal of Cancer Prevention et Cancer Letter. Il travaille ou a travaillé également pour le Comité éditorial des revues suivantes : Alimentazione e Prevenzione (depuis 2000); American Journal of Epidemiology (1991-97); Archives of Medical Science (depuis 2007); Asian Pacific Journal of Cancer Prevention (depuis 2000); Cancer Causes and Control (1991-96); Current Cancer Therapy Reviews (depuis 2005); Dermatology Research and Practice (depuis 2007); Digestive and Liver Disease (depuis 2001); Economia Politica del Farmaco (depuis 2004); European Journal of Cancer (1991-95); European Journal of Cancer Prevention (depuis 1991); European Journal of Clinical Nutrition (depuis 1996); European Journal of Nutrition (depuis 1998); In Scope Oncology & Haematology (depuis 2004); International Journal of Cancer (depuis 2000); Journal of Nephrology (depuis 1992); Maturitas (depuis 2008); Nutrition and Cancer (depuis 2000); Oncology (1994-1995); Open Cancer Journal (depuis 2007); Oral Oncology (depuis 2003); Revisiones en Ginecologia y Obstetricia (depuis 2000); Revista Española de Nutrición Comunitaria (depuis 1996); Revue d'épidémiologie et de santé publique (depuis 1991); Sozial und Praeventivmedizin (1990—2001); The Lancet, edizione italiana (2005-2008); Tumori (depuis 1993).
Carlo La Vecchia a publié plus de 1750 articles scientifiques et est référencé par l’ISI highly cited researcher.

## Distinctions
- 1991 – Professeur européen détaché à la Royal Society of Medicine
- 1993 – GlaxoSmithKline Prize pour ses publications médicales
- 2006 – Commandeur de l’Ordre du Mérite de la République italienne, pour ses travaux scientifiques